# علی پهلوان
علی پهلوان خواننده، آهنگساز، شاعر و ترانه‌سرای ایرانی است که فعالیت حرفه‌ای خود در موسیقی را در سال هفتاد و هشت خورشیدی با بنیان نهادن گروه آریان آغاز کرد. حاصل کار او و سایر اعضاء گروه آریان پنج آلبوم، فروش رسمی بیش از پنج میلیون نسخه از این آثار و بیش از چهارصد اجرای زنده در کشورهای مختلف جهان است. او ترانه‌هایی برای سایر خوانندگان ایرانی نیز ساخته‌است.

## زندگی‌نامه
علی پهلوان در ۱۱ اردیبهشت ۱۳۵۴ در بیمارستان نجمیه تهران دیده به جهان گشود. در خانواده کارمندی که پدرش کارمند وزارت کار بود، بزرگ شد و اکنون ساکن سیدنی استرالیا می‌باشد. او برادری به نام امیر دارد که کارگردان و بازیگر است. وی چندین کلیپ کنسرت آریان را من جمله کلیپ آریان وان که دربارهٔ پایین بودن کیفیت برنامه‌های شبکه فارسی وان بود ساخت که در تمامی مطبوعات و رسانه‌ها منعکس شد.
علی پهلوان فارغ‌التحصیل رشتهٔ مهندسی صنایع با گرایش برنامه‌ریزی و تحلیل سیستم‌ها می‌باشد.

## ورود به عرصه موسیقی
۱۷ ساله بود که شروع به یادگیری گیتار نزد وفا فرجی کرد.

## تشکیل گروه موسیقی آریان
زمستان سال ۱۳۷۷ برای اولین بار علی پهلوان، پیام صالحی را ملاقات کرد، هر دو آنها در سپاه پاسداران خدمت سربازی را به‌سر می‌بردند. در طی این دوره، این دو بیشتر به علاقه‌مندی‌های یکدیگر آشنا شدند، هر دو شعر می‌گفتند، آواز می‌سراییدند، گیتار می‌نواختند و می‌خواندند.
این دوران زمانی بود که آنها شروع موسیقی پاپ ایران را بعد از انقلاب ۱۳۵۷ ایران مشاهده می‌کردند. هردو به این فکر افتادند که چه موقعیتی بهتر از این و تصمیم گرفتند تا فعالیت خود را در این زمینه آغاز کرده ولی با شیوه و سبکی متفاوت. برای نهادینه کردن شکلی از این موسیقی، گروه موسیقی پاپ با نام «آریان» تشکیل دادند.
آریان اولین گروه در این سبک و نوع بعد از انقلاب اسلامی بود. برای شروع گروهی متشکل از آواز ویولن، گیتار به سبک ایرانی، دو خواننده اصلی با لحن و نوایی متفاوت و در پشت این نواها آوازی از خانمها به‌عنوان همخوان تشکیل شد. علاوه بر این، غزل‌ها از بافت مخصوص با عباراتی ساده طراحی شدند تا طیف گسترده‌ای از جامعه را جذب کند.
وی همچنین با خواننده‌های معروفی از جمله فرزاد بنی همکاری کرده‌است.
در سال ۱۳۹۳ خورشیدی گروه آریان بنا به دلایلی از هم پاشیده شد و به کار خود خاتمه داد.